# Ulf Gärdenfors
Ulf Gärdenfors, född 1 oktober 1953 i Forsakar, Degeberga, Skåne, är en svensk biolog.
Gärdenfors blev fil. dr i systematisk zoologi (1986), docent i ekologi (1998) samt professor i naturvårdsbiologi (2006) vid Sveriges lantbruksuniversitet och ställföreträdande chef för ArtDatabanken sedan 1996. 
Gärdenfors disputerade på en taxonomisk-biologisk avhandling om parasitstekelgruppen bladlussteklar (Braconidae, Aphidiinae), forskade därefter på bland annat markförsurningens inverkan på landmollusker och hur snäckornas uppväxtmiljö speglas i skalens kemiska innehåll. Han forskade även på landlevande snäckors samförekomst med andra organismgrupper i skog. Gärdenfors deltog aktivt i utvecklande och testande av Internationella naturvårdsunionens (IUCN) så kallade rödlistningskriterier för att bedöma arters utdöenderisk och han ledde den internationella processen för att anpassa kriterierna till nationell och regional nivå.
Tillsammans med Fredrik Ronquist tog han 1999 initiativet till att skapa det Svenska artprojektet med Nationalnyckeln till Sveriges flora och fauna, och är ordförande i artprojektets styrgrupp. Bror till Peter Gärdenfors, farbror till Simon Gärdenfors.